# Первушин, Павел Владимирович
Павел Владимирович Первушин (5 сентября 1947, Раменье, Вологодская область — 24 сентября 2022) — советский тяжелоатлет, чемпион СССР (1973), чемпион Европы (1973), чемпион мира (1973), многократный рекордсмен мира в тяжёлом весе (15 рекордов Мира), тренер-преподаватель. Заслуженный мастер спорта СССР (1973).

## Биография
Родился 5 сентября 1947 года в деревне Раменье Сямженского района Вологодской области. Начал заниматься тяжёлой атлетикой в 1964 году в Великоустюгском речном училище. В 1966—1967 годах тренировался в спортивном обществе «Водник» у Олега Писаревского, а с 1967 года в ленинградском Спортивном клубе армии под руководством Фёдора Богдановского.
В 1971 году установил свой первый мировой рекорд в рывке и стал привлекаться в сборную СССР, но не смог отобраться на Олимпийские игры в Мюнхене (1972). Наиболее значимых успехов добился в 1973 году, когда, выиграв чемпионат СССР, получил возможность выступить на чемпионате Европы в Мадриде. По ходу этого турнира побил мировые рекорды в рывке, толчке и по сумме упражнений, обойдя по сумме двоеборья второго призёра Гельмута Лоша (ГДР) на 37,5 кг. На чемпионате мира в Гаване также завоевал золото с большим отрывом от всех соперников.
Эта успешная серия прервалась после полученной на тренировке травмы кисти правой руки. Её лечение потребовало 4 операции и длительного периода восстановления. В 1975 году смог возобновить полноценные тренировки. В 1976 году стал призёром чемпионата СССР и был включён в состав сборной СССР на чемпионате Европы в Берлине, однако по ходу этих соревнований получил травму мениска, которая не только не позволила ему войти в число их призёров, но и вынудила завершить свою спортивную карьеру.
В 1977 году окончил Военный институт физической культуры (ВИФК). В дальнейшем преподавал в Военной артиллерийской академии, где возглавлял кафедру физического воспитания, потом работал тренером-преподавателем в Военно-медицинской академии. После вышел на пенсию, регулярно судил соревнования разного ранга.
Лучшие результаты в категории до 110 кг
Жим
23.07.1971 Москва Павел Первушин 107.0  185 кг
Рывок
17.06.1973 Мадрид Павел Первушин 108.7 177.5 кг
Толчок
17.06.1973 Мадрид Павел Первушин 108.7 223.5 кг
Сумма троеборья
15.04.1972 Таллин Павел Первушин 107.0 577.5 кг(185+175+217.5)
Сумма двоеборья
17.06.1973 Мадрид Павел Первушин 108.7 400 кг(177.5+222.5)